# Марова, Галина Васильевна
Галина Васильевна Марова (1935—2013) — первый диктор Ярославского областного радио и телевидения.

## Биография
Родилась в Ярославль в небогатой многодетной семье. Отец, Василий Николаевич, работал на железной дороге, увлекался литературой, поэтому в будущем Марова собрала собственную коллекцию книг.

## Деятельность
После школы Марова поступила в педагогический институт, но из-за плохого материального положения семьи, пошла работать на завод. По окончании школы прошла отбор в студию телевидения. После войны, Марова начала выступать в коллективе художественной самодеятельности. В начале шестидесятых годов вела на телевидении творческий вечер народного артиста Юрия Караева.
Караев советовал начитать различные материалы: стихи, рассказы и прислать запись в Москву, в квалификационную комиссию.
У диктора было много значимых встреч. На телевидении Галина представляла вологодского писателя Василия Белова, молодого поэта Николая Рубцова, клоуна Олега Попова. За жизнь Марова  встречалась со многими известными людьми. Она работала со знаменитыми дикторами Центрального радио, телевидения — с Валентиной Леонтьевой, с Анной Шиловой, Нонной Бодровой. Галину Васильевну приглашали работать в Москву. Ей было присвоено звание «Заслуженного работника культуры», награждена медалью, орденом «Знак Почета».
В 1957 году стала первым диктором Ярославского телевидения (вместе с Иваном Акимовым).
Умерла 27 августа 2013 года.

## Семья
Муж Галины — Виктор Маров являлся главным архитектором проектов, специалистом и начальником архитектурно-планировочной мастерской института «Ярославгражданпроект». Он создал чертеж Успенского собора. Виктор Фёдорович — автор путеводителя по Ярославлю. В 2000 году вышла его книга «Ярославль. Архитектура и градостроительство», в которой подробно представлена история застройки Ярославля и описаны все значимые памятники архитектуры XVI — начала XX веков, сохранившиеся в Ярославле. В 2001 за эту работу был посмертно удостоен звания лауреата. Именно поэтому Марова была известна и в кругу ярославских архитекторов.

## Публикации
- Марова Г. В. Марова, Галина. Говорит областное радио // Журналистов знакомые лица 1957 - 2007: сборник воспоминаний ярославских журналистов, членов Союза журналистов России / авт. идеи и сост. Разумов А. П.. — Ярославль: ЛИЯ, 2007. — 447 с. — (Жизнь замечательных людей). — 1000 экз. — ISBN 5-86895-078-X.

## Награды
- 1998 — Орден Почёта[3]